# Jaffa

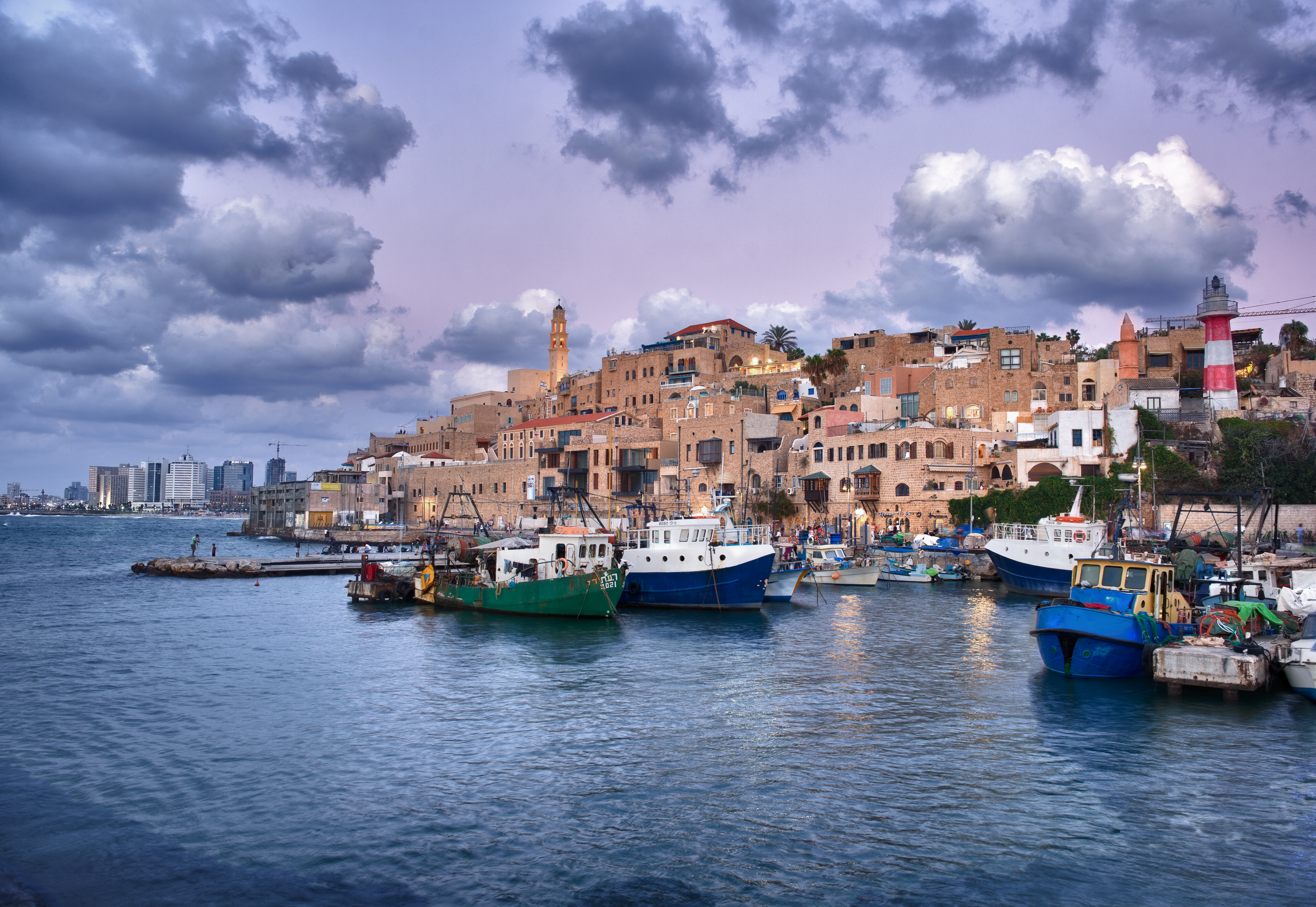
Bến cảng cổ của Jaffa

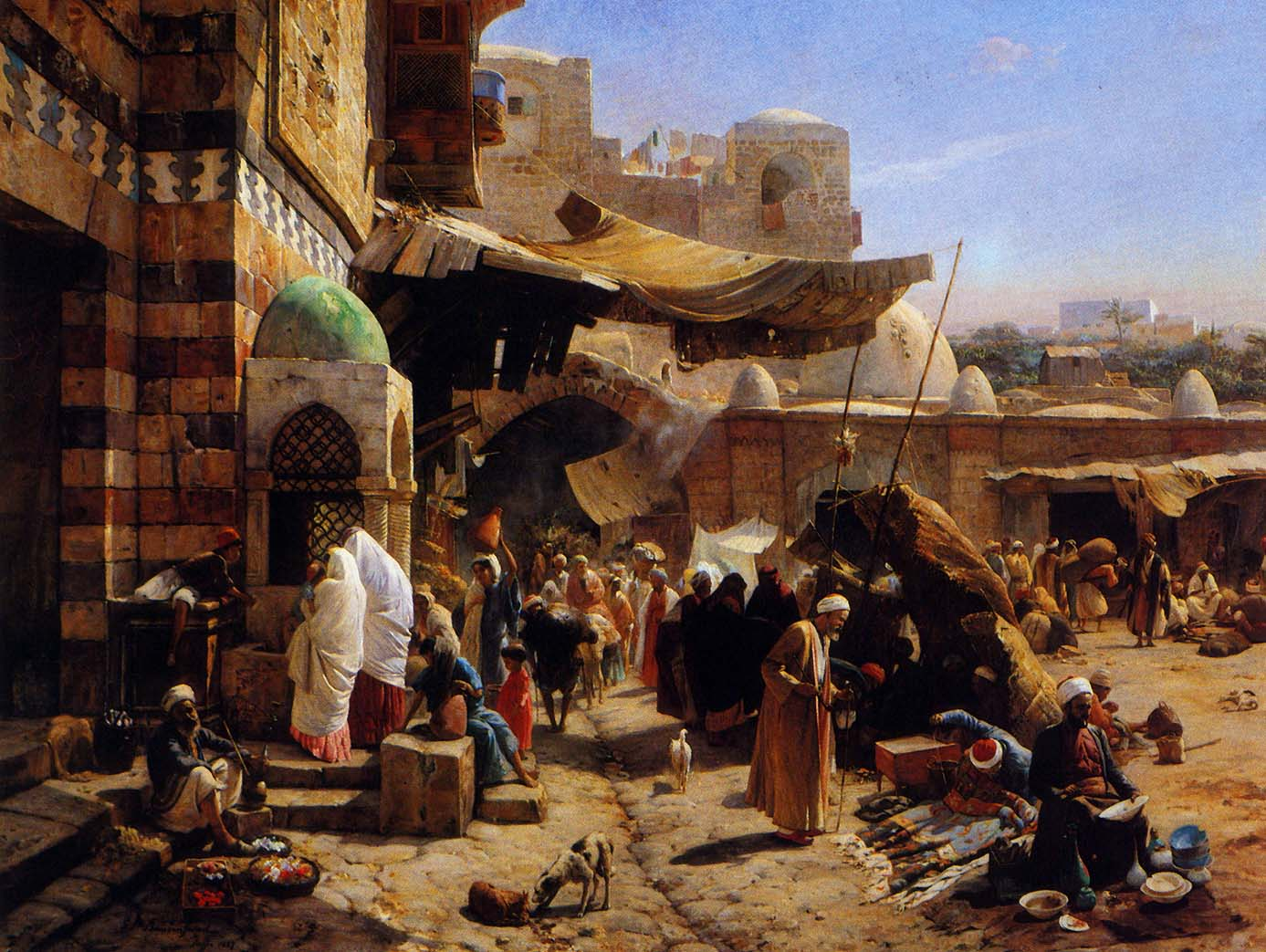
Chợ ở Jaffa, tranh vẽ của Gustav Bauernfeind năm 1877

Jaffa (tiếng Do Thái: יָפוֹ, Yāfō; tiếng Ả Rập:يَافَا Yāfā, tiếng Latin: Joppe, cũng Japho, Joppa (phiên âm từ tiếng Hy Lạp "Ιόππη") là một thành phố cảng cổ đại được cho rằng là một trong những lâu đời nhất trên thế giới. Jaffa đã được kết hợp với Tel Aviv vào năm 1950 tạo ra thành phố Tel Aviv-Yafo, Israel. Jaffa là nổi tiếng về mối liên kết của nó với câu chuyện Kinh Thánh của tiên tri Giô-na.
Jaffa (Yafo trong tiếng Do Thái) bắt nguồn từ tên con trai Nô-ê sau đại hồng thủy. Theo thần thoại Hy Lạp, đây cũng là nơi nàng Andromeda bị xích để thủy quái ăn thịt, sau đó được chàng dũng sĩ Perseus đến giải cứu.
Thành phố này được thành lập muộn nhất vào khoảng năm 1800 trước Công nguyên. Từ 2.000 năm trước Công nguyên, nơi đây đã là một hải cảng cho các con tàu qua lại vùng phía đông Địa Trung Hải và người Ai Cập, Babylon, người Ba Tư, người Assyria từng giao lưu buôn bán. Từ các pharaon, các đoàn quân Ba Tư, La Mã cho đến Napoleon đều đánh chiếm nơi này, xây dựng lên những công trình mà dấu tích vẫn còn khắp đây đó.